# B & W Alpha
B & W Alpha er en dokumentarfilm instrueret af Søren Melson efter manuskript af Theodor Christensen.